# Acourtia cuernavacana
Acourtia cuernavacana là một loài thực vật có hoa trong họ Cúc. Loài này được (B.L.Rob. & Greenm.) Reveal & R.M.King mô tả khoa học đầu tiên năm 1973.